# Salomon Reinach
Salomon Reinach, född 29 augusti 1858 i Paris förort Saint-Germain-en-Laye, död 4 november 1932 i Paris, var en fransk-judisk arkeolog, filolog, konsthistoriker och religionshistoriker. Han var bror till Théodore Reinach.

## Arkeologi
Salomon Reinach var knuten till Musée des Antiquités nationales i Saint-Germain-en-Laye sedan 1886, (direktör från 1902). Under en lång följd av år var han medredaktör och flitig medarbetare i Revue archéologique och företog i sin ungdom arkeologiska expeditioner i Orienten och Tunis. Reinachs flitiga vetenskapliga gärning var mer präglad av samlarnit och entusiasm än av kritiskt sinne och djupgående forskning. Vid 25 års ålder var han färdig med en stor Manuel de la philologie classique; senare följde till exempel Description raisonnée du Musée Saint-Germain och en rad händiga och nyttiga Répertoires (grekisk och romersk skulptur 1894-1924, grekiska vaser 1899-1900, reliefer 1909-12, väggmålningar 1922), på sin tid mycket lästa sammanfattande skulpturhistorier (Apollo) och religionshistorier (Orpheus), drigra uppsats- och essäsamlingar.
Som museiman lät den lätt entusmiasmerade Reinach vid ett par sensationella tillfällen narra sig av förfalskningar i stor stil, som Saitafernes tiara, Glozelfynden.

## Religionshistoria
Reinach var företrädare för Friedrich Max Müllers naturmytologi i Frankrike. För Reinach var den religionshistoriska forskningen ett led i skapandet av en modernistisk religion och kultur. För honom handlade arbetet fr.a. om att reformera den traditionella judendomen som stod i vägen för judarnas assimilering eftersom de lade så stor vikt vid ritualer, ceremoniella kläder och religiösa lager. Egentligen var ritualerna, kläderna och lagarna tomma utanverk, tänkte Reinach på ett typiskt modernistiskt vis. Med ett symboliskt tolkningssätt förstår man dessutom att alla religioner innerst inne är en och densamma. Och när man väl insett detta, hoppades Reinach, skulle judarna kunna upphöra att vara ett folk och en ras och istället bli en religiös gruppering, en organisation som man går in i p.g.a. sin övertygelse.
Hans liberala position förkastades av durkheimianerna. För det första tyckte de att han upprepade gammal skåpmat, för det andra oroade de sig för hur litet steget kunde vara från modernistisk religionshistoria med starka antijudiska och ariofila drag till ren antisemitism. Durkheimianerna var heller inte överens med honom om att ritualer och ceremonier var ett överspelat "magiskt" stadium i religionernas utvecklingshistoria.

## Politik
Politiskt och kulturellt var Reinach radikal, men samtidigt varm fransk patriot som sin bror Joseph Reinach. Under första världskriget och efter ställde han sina krafter även i den nationella propagandans tjänst. 
Förvisso är det möjligt att vara judiskättad och antisemit, men detta är inte fallet med reformjuden Reinach.
Reinach invaldes i Kungliga Vetenskapsakademien 1908.

## Urval av publikationer
- Chroniques d'Orient (1891-96)
- La nécropole de Myrina (1887, med E. Pottier)
- Orpheus (1909, sv. övers. 1914)
- Apollo, 1904
- Description raisonnée du Musée Saint-Germain (1894)
- Manuel de la philologie classique (2 bd, 1880-84)
- Amalthée (3 bd, 1929-31)